# مرغ تفنگچی
مرغ تفنگچی یا تفنگچی سبز (نام علمی: Acanthisitta chloris) نام یک گونه از سرده تفنگچی‌ها (Acanthisitta) از تیره الیکایی نیوزلندی است.